# Łazów (Mazovie)
Pour les articles homonymes, voir Łazów.
Łazów [ˈwazuf] est un village polonais de la gmina de Sterdyń dans le powiat de Sokołów et dans la voïvodie de Mazovie, au centre-est de la Pologne.
Il est situé à environ 18 kilomètres au nord-est de Sokołów Podlaski et à 100 kilomètres au nord-est de Varsovie.

Sa population compte environ 300 habitants.